# Claudia Llosa
Claudia Llosa   (Lima, 15 de novembre de 1976) és una directora cinematogràfica peruana.
Inicià la seva carrera amb Madeinusa (2006) i La teta asustada (2009), totes dues amb producció del català Antonio Chavarrías. Aquest segon film obtingué l'Os d'Or al Festival de Berlín i fou nominat a l'Oscar a la millor pel·lícula de parla no anglesa. Tornà a guanyar l'Os d'Or en la categoria de curtmetratges per Loxoro (2012). El 2014 estrenà Aloft.
És filla de l'artista Patricia Bueno Risso i de l'enginyer Alejandro Llosa i neboda de l'escriptor Mario Vargas Llosa i del també director de cinema Luis Llosa.